# Alf (rivière)
Pour les articles homonymes, voir Alf.
L'Alf est une rivière allemande de 52 km de long qui coule dans le land de Rhénanie-Palatinat. Elle est un affluent en rive gauche de la Moselle et donc un sous-affluent du Rhin.